# Ricardo Silvestrin
Ricardo Silvestrin (Porto Alegre, 17 de maio de 1963) é um escritor e músico brasileiro.
Escreveu livros de diversos gêneros, como O Menos Vendido, Carta aberta ao Demônio, É Tudo Invenção, Play, entre outros. Recebeu por cinco vezes o Prêmio Açorianos de Literatura.
É um dos três criadores da banda os poETs e já atuou nas bandas Os 3 Poetas e Os Ladinos. Desenvolve sua carreira solo com o grupo Ricardo Silvestrin & Banda.
Além da carreira artística, é mestre em Letras pela UFRGS e trabalha com publicidade, sendo Diretor de Criação e Redator.

## Biografia

### Educação
Formou-se em Letras pela Universidade Federal do Rio Grande do Sul em 1985. Foi professor de Português, Literatura e Redação no Colégio João XXIII. De 2008 a 2011, deu aulas de roteiro e dramaturgia no Curso de Realização Audiovisual da Unisinos. Em 2020, recebeu o título de Mestre em Literatura, também pela UFRGS, com a dissertação Manuel Bandeira, um poeta na fenda.

### Literatura
Em 1985, publicou o primeiro livro de poemas, Viagem dos olhos, pela editora Coolírica. Ganhou 5 vezes o Prêmio Açorianos de Literatura: como poeta (1995 e 2007), como autor de livro infantil (1998), como editor (editora Ameopoema, 2005) e como destaque de mídia (pelo programa de rádio Transmissão de pensamento, 2008). Seu livro de 2004, É tudo invenção foi selecionado para representar o Brasil na 41ª Feira de Literatura de Bolonha e integra a Biblioteca Básica do Estudante Brasileiro, da FNLIJ, além de fazer parte dos programas de leitura PNBE e Alfabetização na Idade Certa.
Já participou de várias antologias, inclusive na Frogpond, antologia mundial de haicai, publicada em 2000 pela Haiku Society of America, de Nova York. Em 2008 publicou seu primeiro livro de contos, Play. No ano seguinte, seu primeiro romance, O Videogame do rei.
De 2003 a 2009, escreveu também uma coluna quinzenal no Segundo Caderno do jornal Zero Hora. Atualmente, é colunista do site Musa Rara e do site Sler.
Em 2022, ganhou o Prêmio AGES, da Associação Gaúcha de Escritores, na categoria de poesia, pelo seu livro Carta aberta ao Demônio.

### Carreira musical
Em 2001, com os também poetas Alexandre Britto e Ronald Augusto, criou o grupo musical os poETs. Acompanhados de músicos convidados, os poETs já se apresentaram em São Paulo, Rio de Janeiro, Manaus, Brasília e Curitiba, além de diversas cidades do Rio Grande do Sul e Santa Catarina, sempre cantando composições próprias, e já têm dois CDs gravados: Música legal com letra bacana (YB Gravadora, 2004) e os poETs 2 (Loop Reclame, 2009). Em 2013, os poETs ao vivo, DVD com show na Casa de Cultura Mario Quintana.
Em 2019, lançou o álbum Silvestream, de Ricardo Silvestrin & Banda, com seu repertório solo de canções.

### Outras atividades
Em dezembro de 2010, foi indicado para assumir a direção do Instituto Estadual do Livro, cargo que ocupou até maio de 2012. Escreveu o roteiro da peça Um hippie, um punk, um rajneesh, dirigida por Bob Bahlis e apresentada no Teatro de Santa Casa, durante o Porto Verão Alegre em 2017. Criou, em 2020, o programa UM BANDO DE GENTE, sarau virtual em que recebeu poetas no seu canal no YouTube.

## Livros publicados

### Poesia
- Viagem dos olhos (1985). Porto Alegre: Coolírica.
- Quase eu (1992). Porto Alegre: Secretaria Municipal de Cultura/Col. Petit Poa.
- Palavra mágica (1994). Porto Alegre: Massao Ohno/IEL.
- ex, Peri, mental (2004). Porto Alegre: ameop.
- O menos vendido (2006). São Paulo: Nankin.
- O advogado do diabo (2012). Porto Alegre: Castelinho Edições.
- Metal (2013). Porto Alegre: Artes e Ofícios.
- Adversos (2015). Porto Alegre: Kombina/Coleção Livros únicos.
- Typographo (2016). São Paulo: Patuá.
- Sobre o que (2019). São Paulo: Patuá.
- Carta aberta ao Demônio (2021). Porto Alegre: Libretos.

### Haicai
- Bashô um santo em mim (1988). Porto Alegre: Tchê.
- Prêt-à-Porter, haicais para as quatro estações (2017). Porto Alegre: Artes e Ecos.
- Dinastia Mim (2022). Porto Alegre: Bestiário.

### Conto
- Play (2008). Rio de Janeiro: Record.

### Romance
- O videogame do rei (2009). Rio de Janeiro: Record.

### Infantil Poesia
- O Baú do Gogó (1988). Porto Alegre: Sulina.
- Pequenas observações sobre a vida em outros planetas (1998). Porto Alegre: Projeto.
- É tudo invenção (2003). São Paulo: Ática.
- Pequenas observações sobre a vida em outros planetas (2004). São Paulo: Salamandra.
- Mmmmmonstros! (2005). São Paulo: Salamandra.
- Transpoemas (2008). São Paulo: Cosac Naify.
- A moda genética (2009). São Paulo: Ática.
- Los seres Trock (2013). Montevidéu: Topito Ediciones.
- Os seres Trock (2017). São Paulo: Biruta.
- Era mais de uma vez (2017). Campinas: Fundação Educar DPaschoal.

### Tradução
- Isso não é arte – traduções de haicais de Kobayashi Issa (2019). Porto Alegre: Bestiário.
- Festas Galantes – tradução do livro de Paul Verlaine (2021). Porto Alegre: Bestiário.

### Dissertação de Mestrado
- Manuel Bandeira, um poeta na fenda (2020). Porto Alegre: Lume UFRGS.

## Discografia

### os poETs
- Música legal com letra bacana (2004). São Paulo: YB.
- os poETs (2008). Porto Alegre: Loop Discos.

### Ricardo Silvestrin & Banda
- Silvestream (2019). Porto Alegre: Loop Publishing.

## Prêmios e distinções
- Prêmio do Encontro Brasileiro de Haicai, 1987, segundo colocado.
- Prêmio Açorianos, 1995, poesia, livro Palavra Mágica.
- Prêmio Açorianos, 1999, infantil, livro Pequenas observações sobre a vida em outros planetas.
- Prêmio Açorianos, 2005, destaque editorial, Editora ameopoema.
- Biblioteca Básica do Estudante Brasileiro da FNLIJ, 2005, livro É tudo invenção, infantil, poesia.
- Prêmio Açorianos, 2007, poesia, O Menos Vendido.
- Prêmio Açorianos, 2008, destaque de mídia rádio, Transmissão de Pensamento, programa na rádio Ipanema.
- Finalista do prêmio AGES, 2009, livro Play, contos.
- Finalista do prêmio Açorianos, 2010, livro Transpoemas, infantil, poesia.
- Prêmio de edição do Ministério da Cultura do Uruguai, 2014, livro Los Seres Trock, infantil, poesia.
- Finalista do prêmio Portugal Telecom, 2014, livro Metal, poesia
- Finalista do prêmio Brasília de Literatura, 2014, livro Metal, poesia
- Finalista do prêmio Açorianos, 2017, livro Typographo, poesia.
- Finalista do prêmio da Academia Rio-grandense de Letras, 2018, livro Prêt-à-porter, haicais.
- Finalista do prêmio AGES, 2020, livro Sobre o que, poesia.
- Finalista do prêmio Candango, 2022, livro Carta aberta ao Demônio, poesia.
- Prêmio AGES, 2022, livro Carta aberta ao Demônio, poesia.